# Big Round Top
Big Round Top (også kaldet Round Top eller Sugar Loaf) er den dominerende bakke i den sydlige del af slagmarken ved Gettysburg i Pennsylvania. Den ligger ved siden af den mindre bakke Little Round Top, hvor der foregik voldsomme kampe på andendagen under slaget ved Gettysburg i 1863.
Big Round Top ligger ca. 3 km syd for Gettysburg. Den har en forrevet, stejl skråning, som ender 75 meter over den omkringliggende Plum Run dal. Toppen ligger 240 meter over havets overflade. Big Round Top er den sydlige afslutning på den 5 km lange Haven-diabasaflejring, som løber fra Culp's Hill (190 m.o.h.) i nord gennem Cemetery Hill, Cemetery Ridge og Round Tops i syd. Disse sandstens- og granitbakker udgjorde kernen i Unionens fiskekrogs-forsvarslinje mellem 2. og 4. juli 1863. De to Round Tops var privatejede på daværende tidspunkt. Big Round Top havde en kraftig bevoksning og var dækket af en række store klipper og udspring, som gjorde det vanskeligt at manøvrere med større militære enheder og gjorde det umuligt at placere kanoner på toppen.
Trods det anførte sydstatsobersten William C. Oates to regimenter af Evander M. Laws Alabama brigade over skråningerne af Big Round Top under sit berømte angreb på 20. Maine regimentets linjer den 2. juli 1863. Oates' mænd havde fået ordre til at angribe unionstropperne, som holdt Devil's Den, men de var tvunget til at rykke længere mod højre mod Big Round Top for at undgå koncentreret artilleribeskydning fra Unionen ved Wheatfield og Peach Orchard. Oates havde sendt en afdeling af sted for at finde vand til sine tørstige mænd, mens de klatrede op ad de forrevne sider af Big Round Top, men vandbærerne fór vild i den tætte skov og nåede først frem til Oates efter slaget. Hans to regimenter angreb således Joshua L. Chamberlains 20. Maine, mens mange af soldaterne led af hedeslag og ekstrem tørst i det varme, fugtige julivejr.
Efter at kampen var sluttet den 2. juli, besatte Joseph Fishers brigade fra 5. korps en linje, som førte over den vestlige skråning af Big Round Top, med front mod Oates' udmattede rester, som var placeret længere nede ad bakken. Oberst Chamberlains udmarvede Maineregiment blev om aftenen sendt op på toppen af Big Round Top for at hvile sig og samle kræfter. Et lille mindesmærke markerer nu deres linjer.
Den 3. juli kom det til en kraftig træfning i en åben D-formet mark på den vestlige skråning af Big Round Top. Den nyudnævnte brigadegeneral Elon J. Farnsworth anførte sin kavaleribrigade i et fejende angreb mod de konfødereredes højre flanke, som blev holdt af Evander M. Laws division. Farnsworths angreb slog fejl, og han og hans mænd drejede tilbage mod Unionens linjer på det nærliggende Bushman Hill. Da Farnsworths kolonne passerede gennem den ryddede mark på Big Round Top, dræbte konfødererede infanterister den unge general. Selv om der aldrig blev rejst et monument over den dræbte officer, tilegnede 1. Vermont kavaleriregiment et monument på marken til deres kampe ved Gettysburg. (Se hovedartiklen Slaget ved Gettysburg, Tredje dags kavalerislag for flere detaljer og et kort.)
Efter slaget var Big Round Top et populært sted for tidlige besøgende på slagmarken og for tilbagevendende borgerkrigsveteraner, hvoraf mange ridsede eller malede deres initialer eller andet på klipperne på Little og Big Round Tops. Der er en håndfuld overlevende eksempler på disse ridsninger i klippen helt oppe ved toppen af Big Round Top (photos Arkiveret 2. august 2009 hos  Wayback Machine). I 1895 havde Gettysburg Battlefield Commission fjernet de fleste af disse markeringer. Kommissionen byggede en vej over den vestlige skråning af Big Round Top til Little Round Top for at gøre det lettere for besøgende at få adgang til begge steder. Det amerikanske krigsministerium opførte et stort observationstårn i jern i begyndelsen af det 20. århundrede, men det blev af sikkerhedshensyn fjernet igen efter 2. verdenskrig.
I dag er Big Round Top et af de mest genkendelige terræner på slagmarken, men besøges langt sjældnere end Little Round Top. En række vandrestier omkranser bakken, som har nogle få regimentsmindesmærker og mindesten over slag. Efter at have være skovklædt i over 100 år blev den D-formede mark ryddet i 2004 som led i National Park Service's generelle plan om langsomt at genskabe dele af slagmarken, som den så ud i 1863.

## Eksterne kilder
- "Gettysburg Photographs.com" Arkiveret 7. marts 2018 hos  Wayback Machine